# Pozorrubio
Pozorrubio é um município da Espanha na província de Cuenca, comunidade autónoma de Castilla-La Mancha, de área 44,66 km² com população de 412 habitantes (2007) e densidade populacional de 9,99 hab/km².

## Demografia
| Variação demográfica do município entre 1991 e 2004 | Variação demográfica do município entre 1991 e 2004 | Variação demográfica do município entre 1991 e 2004 | Variação demográfica do município entre 1991 e 2004 |
| --------------------------------------------------- | --------------------------------------------------- | --------------------------------------------------- | --------------------------------------------------- |
| 1991                                                | 1996                                                | 2001                                                | 2004                                                |
| 547                                                 | 547                                                 | 468                                                 | 446                                                 |